# Rama (kulle)
Rama är en kulle i Finland. Den ligger i Nystad och landskapet Egentliga Finland, i den sydvästra delen av landet, 190 km väster om huvudstaden Helsingfors. Toppen på Rama är 9 meter över havet.
Terrängen runt Rama är mycket platt. Runt Rama är det glesbefolkat, med 12 invånare per kvadratkilometer. Närmaste större samhälle är Nystad, 10,6 km nordväst om Rama. I omgivningarna runt Rama växer i huvudsak barrskog.